# Jarovići (Rogatica, BiH)
Jarovići je naziv za selo u općini Rogatica u Bosni i Hercegovini. 